# هارولد إي. جونز
هارولد إي. جونز هو فيزيائي كندي، ولد في 4 يوليو 1915 في سيتشوان في الصين، وتوفي في 23 أغسطس 1998.